# Paragraph 175 (Film)
Paragraph 175 ist ein Dokumentarfilm aus dem Jahr 2000 von Rob Epstein und Jeffrey Friedman, der Erzähler ist Rupert Everett. Mitproduzent und Berater war der deutsche Historiker und Projektleiter für Westeuropa am United States Holocaust Memorial Museum, Klaus Müller. Der Film erzählt die Lebensgeschichten von mehreren Männern und Frauen, die von den Nazis wegen ihrer Homosexualität aufgrund des § 175, der seit 1871 im deutschen Strafgesetzbuch der Sodomiterverfolgung diente, verfolgt wurden.
Zwischen 1933 und 1945 wurden 100.000 Personen auf Grund des § 175 verurteilt. 10.000 bis 15.000 wurden in Konzentrationslagern inhaftiert, davon überlebten 4000 bis Kriegsende. Von diesen Personen konnten im Jahr 2000 nur noch weniger als zehn Lebende gefunden werden. In der Dokumentation Paragraph 175 erzählen sechs dieser ehemals Inhaftierten, viele bereits weit über 90 Jahre alt, zum ersten Mal ihre Lebensgeschichte und schließen damit eine historische Lücke.
Paragraph 175 beleuchtet die bis dahin wenig dokumentierte Verfolgung von Homosexuellen im Dritten Reich und die damit verbundenen Konsequenzen im damaligen und späteren Leben der Opfer anhand von persönlichen Berichten. Die Berichte beginnen alle in den Goldenen Zwanzigern, in denen es in den deutschen Großstädten wie Berlin eine lebendige schwule Szene mit unzähligen schwulen und lesbischen Kneipen, Nachtklubs und Kabaretts und – trotz bestehendem Paragraphen 175 – einer relativen Freiheit gab. Viele homosexuelle Jugendliche waren in der deutschen Jugendbewegung aktiv. Auch nach Hitlers Machtergreifung wurde die drohende Katastrophe in der Szene nicht erkannt. Vermeintliche Sicherheit gab dabei, dass mit Ernst Röhm ein führender Nationalsozialist seine Homosexualität relativ offen lebte. Nach der Ermordung Röhms nahm die bis dahin noch nicht so gezielt betriebene Verfolgung Homosexueller durch die Nationalsozialisten drastisch zu. Der Paragraph 175 wurde 1935 verschärft, und es kam danach in fast allen großen Städten zur Schließung von Homosexuellentreffpunkten, zu Razzien und Bespitzelungen.

## Interviewte Personen
In der Dokumentation berichten sechs Personen über ihre Verfolgung wegen des §175 im Dritten Reich. Eine weitere Person, Karl Gorath, möchte nicht mehr über die Vergangenheit sprechen. In der Dokumentation wird er mit seinem Fotoalbum gezeigt, aus dem Fotos, an die er nicht mehr erinnert werden möchte, herausgerissen sind. Zwei weitere Personen, eine in Polen und eine in Deutschland, wurden von Müller aufgespürt, lehnten ein Interview jedoch ab.

### Gad Beck
Gad Beck wurde 1923 in eine jüdisch-christliche Familie geboren und verbrachte dort eine glückliche Kindheit. Nach 1933 galten er und seine Zwillingsschwester Miriam als Halbjuden und erlebten wachsenden Antisemitismus. Die Anfeindungen in der Schule wurden so schwer, dass Gad seine Eltern überzeugte, ihn 1935 in eine jüdische Schule für Jungen zu schicken. Dort machte er seine erste sexuelle Erfahrung mit einem Mann, als er seinen Sportlehrer nach dem Unterricht in der Dusche verführte. Stolz und mit der für ihn typischen Offenheit prahlte er gegenüber seiner Mutter über seine Eroberung. Seine Eltern waren nur wenig überrascht und akzeptierten seine Homosexualität.
1941 trat Beck der Widerstandsgruppe Chug Chaluzi bei, die unter anderem Quartiere und Nahrungsmittel für Juden beschaffte. Immer mehr Juden wurden nun aus ihren Wohnungen verschleppt und in die Konzentrationslager abtransportiert, so auch ein blonder jüdischer Junge, in dessen Haus Beck übernachtet und mit dem er die Nacht verbracht hatte. Die Gestapo interessierte sich jedoch nur für den Jungen und seine Mutter, Beck stand nicht auf der Liste. 1942 versuchte Beck, seine erste große Liebe Manfred Lewin aus einem Gestapo-Lager zu befreien, indem er sich als Hitlerjunge ausgab. Tatsächlich konnte er mit seinem Freund das Lager verlassen, Lewin wollte jedoch seine Familie nicht zurücklassen und so musste Beck hilflos zusehen, wie Lewin freiwillig in das Lager zurückging.

### Heinz Dörmer
Heinz Dörmer wurde 1912 in Berlin geboren und schloss sich in seinen frühen Jahren kirchlichen Gruppen an. Mit 15 nahm er an Berlins wildem Leben in den Schwulenbars teil und entdeckte seine Passion für das Theater. 1929 gründete er seine eigene Jugendgruppe in der Pfadfinderbewegung, den sogenannten Wolfsring. Durch die Arbeit in der Gruppe konnte Dörmer viele seiner Interessen verbinden: sexuelle Affären, Amateurtheater und Reisen. Seit 1932 arbeitete Dörmer als Landesmarkführer auf der nationalen Ebene in der Pfadfinderbewegung. Trotz seines Widerstandes wurde Dörmers Pfadfindergruppe im Oktober 1933 dann, wie alle anderen Jugendorganisationen, der Hitlerjugend angeschlossen.
Im April 1935 wurde Dörmer wegen homosexueller Aktivitäten mit Mitgliedern der Gruppe angeschuldigt. Es begann eine Serie von Inhaftierungen in Gefängnissen und in Konzentrationslagern aufgrund des Paragraphen 175. Er berichtet vom „singenden Wald“, aus dem das unmenschliche Gebrüll und Geschrei der dort von den KZ-Schergen malträtierten und ermordeten Opfer klang. Dörmer: „Der singende Wald, da bekam jeder Gänsehaut. Der singende Wald, unerklärlich, da versagt das menschliche Hirn, und vieles bleibt noch ungenannt.“

### Pierre Seel
Pierre Seel wurde 1923 in Haguenau im Elsass geboren. Als die Deutschen 1940 das Elsass annektierten, begannen sie systematisch nach „asozialen Elementen“ zu suchen. Sie wiesen die französische Polizei an, „Rosa Listen“ anzulegen, um die Homosexuellen zu überwachen. Seel kam auf diese Liste, als er bei der Polizei den Diebstahl seiner Uhr anzeigte, die ihm in einem bekannten Homosexuellentreffpunkt gestohlen wurde. Von den Deutschen wurde er zunächst verhaftet und schließlich ins Sicherungslager Vorbruck-Schirmeck überstellt. Dort wurde er misshandelt und gefoltert, indem ihm zum Beispiel ein 25 Zentimeter langes Holzstück eingeführt wurde. Sein schlimmstes Erlebnis dort war, dass er mit ansehen musste, wie sein Freund Jo auf dem Appellplatz von den Schäferhunden der Wachmannschaft bei lebendigem Leib zerfleischt und aufgefressen wurde.

### Heinz F.
Heinz F. wurde 1905 bei Hannover geboren. In den 1920er und 30er Jahren war er Teil der schwulen Szene in Berlin, wo er auch Magnus Hirschfeld traf. 1935 wurde einer seiner Freunde verhaftet und gab unter Druck die Namen von anderen Homosexuellen preis. F. wurde verhaftet und ohne Anklage oder Prozess in das Konzentrationslager Dachau gebracht, wo er 1,5 Jahre festgehalten wurde. Ein oder zwei Jahre nach seiner Freilassung wurde er aufgrund einer Affäre mit einem Stricher erneut verhaftet und in das Konzentrationslager Buchenwald gebracht. Dort blieb er, bis er wenige Tage von Kriegsende in die Wehrmacht eingezogen wurde. F. verbrachte mehr als acht Jahre in verschiedenen Konzentrationslagern.
Als der Krieg endete, war F. 40 Jahre alt und ging Heim zum Geschäft seiner Eltern, das nun von seinem Bruder und seiner Mutter geführt wurde. Sein Vater war inzwischen verstorben. Er fand niemanden, mit dem er über die sein Schicksal und die Jahre seiner Gefangenschaft sprechen konnte. Jetzt im Alter von 92 Jahren erzählt F. seine Geschichte zum ersten Mal in seinem Leben.

### Albrecht Becker
Albrecht Becker wurde 1906 in Thale geboren. Der attraktive und immer gut gekleidete Achtzehnjährige verliebte sich in einen 45-jährigen Mann, mit dem er etwa zehn Jahre zusammen lebte. Durch ihn lernte er eine Reihe von Künstlern und einflussreichen Leuten kennen, die ihn auf Reisen in die Welt mitnahmen.
1935 hatte er Affären mit drei oder vier Studenten. Da er etwa zehn Jahre älter als die Studenten war, hielt man ihn für den Verführer. Bei seiner ersten Befragung antwortete Becker auf die Frage, ob er homosexuell sei: „Ja, das weiß doch jeder.“ Bei der folgenden Verurteilung aufgrund des Paragraphen 175 hatte er das Glück, nicht in das Konzentrationslager Dachau zu kommen, sondern er wurde zu drei Jahren verurteilt, die er in einem normalen Gefängnis absitzen musste. Nach seiner Freilassung musste er feststellen, dass es in seinem Heimatdorf fast nur noch Frauen gab, und so meldete er sich freiwillig für die Wehrmacht, da er „unter Männern sein wollte.“

### Annette Eick
Annette Eick wurde 1909 in Berlin als Tochter einer angepasst lebenden jüdischen Familie geboren. Sie nannten sich Jom-Kippur-Juden, da sie nicht sehr religiös waren, aber doch die Feiertage einhielten. Eick entdeckte im Alter von zehn Jahren, dass sie lesbisch ist. Ende der 1920er Jahre besuchte sie zum ersten Mal einen Club im Norden Berlins, der überwiegend von proletarischen Mädchen besucht wurde. Die vielen maskulinen Lesben, gekleidet in ihrem besten Sonntagsanzug, einem Smoking, schüchterten sie zunächst ein. Dort lernte sie Ditt kennen, die sie an Marlene Dietrich erinnerte und die sie zunächst abblitzen ließ.
1938 bereitete sie sich auf einem Bauernhof in der Nähe Berlins auf ihre Ausreise aus Deutschland vor. Nach den Novemberpogromen wurde sie von dort in ein Polizeigefängnis gebracht. Die Frau des Polizisten ließ die Türen absichtlich offen, sodass Eick entkommen konnte und zurück zu dem inzwischen niedergebrannten Bauernhof ging, wo sie in den Trümmern ihren Reisepass fand. Mit einem Fahrrad wollte sie dann zurück nach Berlin zu ihren Eltern fahren. Unterwegs kam ihr der Postbote entgegen, der einen Brief von Ditt für sie dabei hatte. Ditt war inzwischen nach England ausgewandert und schickte ihr nun die Einreisepapiere. Ihr Bruder Horst Julius Eick emigrierte nach Dänemark. Andere Verwandte emigrierten ebenfalls: Berta Biermann nach San Francisco, Charlotte Eick nach Dänemark, Lise Zimmermann nach Palästina. Annette Eicks Eltern blieben jedoch in Berlin und wurden in Auschwitz ermordet.

## Preise und Auszeichnungen
Internationale Filmfestspiele Berlin 2000
- Dokumentarfilm-TEDDY-Gewinner und FIPRESCI-Preis in der Sektion „Panorama“ im Rahmen der Berlinale 2000
- Regiepreis auf dem Sundance Film Festival 2000
- Publikumspreis für den besten Dokumentarfilm auf dem San Francisco International Lesbian and Gay Film Festival 2000